# Ведуджо кон Колцано
Веду̀джо кон Колца̀но (на италиански: Veduggio con Colzano, на западноломбардски: Vedǘcc cun Culzàn, Ведюч кун Кулцан) е община в Северна Италия, провинция Монца и Брианца, регион Ломбардия. Разположено е на 305 m надморска височина. Населението на общината е 4417 души (към 2010 г.).
До 2004 г. общината е част от провинция Милано. Административен център на общината е градче Ведуджо (Veduggio).